# Сосновий Гай (заповідне урочище)
Сосновий Гай — заповідне урочище, розташоване неподалік від села Красна Лука Гадяцького району Полтавської області. Було створене відповідно до постанови Полтавської облради № 74 від 17 квітня 1992 року.

## Загальні відомості
Землекористувачем є ДП «Гадяцький лісгосп», Краснолуцьке лісництво, квартал 12, площа — 46 гектарів. Розташоване на схід від села Красна Лука Гадяцького району.
Урочище створене з метою збереження дубово-соснових насаджень на боровій терасі річки Грунь із типовим рослинним та тваринним світом. Осередок збереження рідкісних видів рослин (4) і тварин (16).